# Lambert Kreekels
Lambert Kreekels (Helmond, 28 januari 1945 – aldaar, 15 april 2020) was een Nederlands voetballer die als aanvaller speelde. Hij speelde gedurende zijn carrière voor Helmondia '55, Helmond Sport, FC Den Bosch en Eindhoven. Hij overleed in 2020 aan de gevolgen van COVID-19.

## Carrièrestatistieken
| Seizoen         | Club             | Land            | Competitie       | Competitie | Competitie | Beker | Beker | Internationaal | Internationaal | Overig | Overig | Totaal | Totaal |
| Seizoen         | Club             | Land            | Competitie       | Wed.       | Dlp.       | Wed.  | Dlp.  | Wed.           | Dlp.           | Wed.   | Dlp.   | Wed.   | Dlp.   |
| --------------- | ---------------- | --------------- | ---------------- | ---------- | ---------- | ----- | ----- | -------------- | -------------- | ------ | ------ | ------ | ------ |
| 1962/63         | Helmondia '55    | Nederland       | Tweede divisie   | –          | 4          | –     | 0     | 0              | 0              | 0      | 0      | –      | 4      |
| 1963/64         | Helmondia '55    | Nederland       | Tweede divisie B | –          | 3          | –     | 0     | 0              | 0              | 0      | 0      | –      | 3      |
| 1964/65         | Helmondia '55    | Nederland       | Tweede divisie B | –          | 13         | 1     | 3     | 0              | 0              | –      | 0      | –      | 16     |
| 1965/66         | Helmondia '55    | Nederland       | Tweede divisie B | –          | 25         | –     | 1     | 0              | 0              | 0      | 0      | –      | 26     |
| 1966/67         | Helmondia '55    | Nederland       | Tweede divisie B | –          | 12         | 0     | 0     | 0              | 0              | 0      | 0      | –      | 12     |
| 1967/68         | Helmond Sport    | Nederland       | Tweede divisie   | –          | 17         | –     | 2     | 0              | 0              | –      | 0      | –      | 19     |
| 1968/69         | Helmond Sport    | Nederland       | Eerste divisie   | –          | 13         | –     | 0     | 0              | 0              | 0      | 0      | –      | 13     |
| 1969/70         | Helmond Sport    | Nederland       | Eerste divisie   | –          | 11         | –     | 0     | 0              | 0              | 0      | 0      | –      | 11     |
| 1970/71         | FC Den Bosch '67 | Nederland       | Eerste divisie   | –          | 10         | –     | 0     | 0              | 0              | 0      | 0      | –      | 10     |
| 1971/72         | FC Den Bosch '67 | Nederland       | Eredivisie       | 2          | 0          | –     | 0     | 0              | 0              | 0      | 0      | –      | 0      |
| 1972/73         | Helmond Sport    | Nederland       | Eerste divisie   | –          | 11         | –     | 0     | 0              | 0              | 0      | 0      | –      | 11     |
| 1973/74         | Helmond Sport    | Nederland       | Eerste divisie   | –          | 17         | –     | 1     | 0              | 0              | 0      | 0      | –      | 18     |
| 1974/75         | Eindhoven        | Nederland       | Eerste divisie   | –          | 10         | 1     | 1     | 0              | 0              | 0      | 0      | –      | 11     |
| 1975/76         | Eindhoven        | Nederland       | Eredivisie       | –          | 11         | –     | 1     | 0              | 0              | 0      | 0      | –      | 12     |
| 1976/77         | Eindhoven        | Nederland       | Eredivisie       | –          | 2          | –     | 0     | 0              | 0              | 0      | 0      | –      | 2      |
| 1977/78         | Eindhoven        | Nederland       | Eerste divisie   | –          | 5          | –     | 1     | 0              | 0              | 0      | 0      | –      | 6      |
| 1978/79         | Helmond Sport    | Nederland       | Eerste divisie   | –          | 9          | –     | 1     | 0              | 0              | 0      | 0      | –      | 10     |
| 1979/80         | Helmond Sport    | Nederland       | Eerste divisie   | –          | 0          | –     | 0     | 0              | 0              | 0      | 0      | –      | 0      |
| Carrière totaal | Carrière totaal  | Carrière totaal | Carrière totaal  | –          | 173        | –     | 11    | 0              | 0              | –      | 0      | –      | 184    |

## Erelijst
FC Den Bosch '67
| Nationaal      |    |         |
| Eerste divisie | 1x | 1970/71 |